# NGC 784
NGC 784 је спирална галаксија у сазвежђу Троугао која се налази на NGC листи објеката дубоког неба.
Деклинација објекта је + 28° 50' 17" а ректасцензија 2h 1m 17,1s. Привидна величина (магнитуда) објекта NGC 784 износи 11,5 а фотографска магнитуда 12,1. Налази се на удаљености од 4,516 милиона парсека од Сунца. NGC 784 је још познат и под ознакама UGC 1501, MCG 5-5-45, CGCG 503-74, KUG 0158+285, IRAS 01584+2836, PGC 7671.